# Петрохімія
Петрохі́мія (англ. petrochemistry, нім. Petrochemie f) — розділ петрографії, що вивчає закономірності розподілу елементів у гірських породах та породотвірних мінералах.
Предмет вивчення петрохімії — склад гірських порід, який встановлюється лабораторним аналізом і виражається через оксиди (в % мас.). За кордоном поширені інші системи перерахунку.
Петрохімічні методи застосовуються для виділення глобальних петрохімічних серій магматичних гірських порід: толеїтової, вапняково-лужної, сублужної та лужної. З цією метою використовуються петрохімічні діаграми.
Петрохімія, родоначальником якої був академік О. М. Заварицький, допомагає розкрити основні закономірності хімічного складу різних груп вивержених гірських порід і його зміни в процесі метаморфізму.